# Antwerp Argonauts 2019
Questa voce raccoglie le informazioni riguardanti gli Antwerp Argonauts nelle competizioni ufficiali della stagione 2019.

## BAFL Elite Division 2019

### Stagione regolare
| Evere 10 febbraio 2019, ore 14:00 | Brussels Tigers | 13 – 10 | Antwerp Argonauts | Complexe sportif |

| Ruisbroek 24 febbraio 2019, ore 14:00 | Antwerp Argonauts | 23 – 6 | Wallonie Picarde Phoenix | Argonauts Stadium |

| Ruisbroek 10 marzo 2019, ore 14:00 | Antwerp Argonauts | 0 – 20 | Limburg Shotguns | Argonauts Stadium |

| Ruisbroek 31 marzo 2019, ore 14:00 | Antwerp Argonauts | 6 – 26 | Ostend Pirates | Argonauts Stadium |

| Roux 14 aprile 2019, ore 14:00 | Charleroi Coal Miners | 18 – 28 | Antwerp Argonauts | Complexe sportif |

| Anderlecht 28 aprile 2019, ore 14:00 | Brussels Black Angels | 40 – 7 | Antwerp Argonauts | Pedepark |

| Ruisbroek 12 maggio 2019, ore 14:00 | Antwerp Argonauts | 6 – 6 | Liège Monarchs | Argonauts Stadium |

### Playout
| Puurs 23 giugno 2019, ore 14:00 | Antwerp Argonauts | 22 – 20 (d.t.s.) | Izegem Tribes |  |

## Statistiche di squadra
| Competizione | %Vittorie | In casa | In casa | In casa | In casa | In casa | In casa | In trasferta | In trasferta | In trasferta | In trasferta | In trasferta | In trasferta | Totale | Totale | Totale | Totale | Totale | Totale |
| Competizione | %Vittorie | G       | V       | N       | P       | Pf      | Ps      | G            | V            | N            | P            | Pf           | Ps           | G      | V      | N      | P      | Pf     | Ps     |
| ------------ | --------- | ------- | ------- | ------- | ------- | ------- | ------- | ------------ | ------------ | ------------ | ------------ | ------------ | ------------ | ------ | ------ | ------ | ------ | ------ | ------ |
| Campionato   | .357      | 4       | 1       | 1       | 2       | 35      | 58      | 3            | 1            | 0            | 2            | 45           | 71           | 7      | 2      | 1      | 4      | 80     | 129    |
| Playout      | 1.000     | 1       | 1       | 0       | 0       | 22      | 20      | 0            | 0            | 0            | 0            | 0            | 0            | 1      | 1      | 0      | 0      | 22     | 20     |
| Totale       | .438      | 5       | 2       | 1       | 2       | 57      | 78      | 3            | 1            | 0            | 2            | 45           | 71           | 8      | 3      | 1      | 4      | 102    | 149    |